# Torrent del Sot de la Font Llòbrega
El torrent del Sot de la Font Llòbrega és un torrent del terme municipal de Sant Quirze Safaja, a la comarca del Moianès.
És al sector oriental del terme, en terres de l'antic poble rural de Bertí. Es forma 